# Jüdischer Friedhof (Horsens)
Der Jüdische Friedhof Horsens ist ein jüdischer Friedhof (Jødisk Kirkegård) in Horsens, einer dänischen Hafenstadt in der Region Midtjylland.
Der Friedhof wurde von 1852 bis 1930 belegt. Es sind 69 Grabstätten mit 67 Namen vorhanden. Angelegt wurde der Friedhof im Jahr 1850 außerhalb der Stadt. Bis zu diesem Zeitpunkt bestatteten die Juden in Horsens ihre Verstorbenen auf dem Jüdischen Friedhof in Fredericia.